# Школа № 710 (Москва)
Школа № 710 (ранее гимназия) — бывшее государственное бюджетное общеобразовательное учреждение города Москвы, расположенное в районе Дорогомилово Западного административного округа. Включало два школьных и два дошкольных корпуса, экстернат. До 2014 года являлась подведомственным учреждением Российской академии образования.
Первоначально имела гуманитарный, физико-математический и химико-биологический профили. Принимала учеников со всей Москвы.
Согласно рейтингу 2015 года, составленному Департаментом образования Москвы, заняла 100 место среди лучших школ города.
На базе школы проводил свои исследования Институт возрастной физиологии Российской академии образования.

## История
Основана 17 февраля 1954 года. В 1960—1970-х годах на базе школы действовала школа-лаборатория № 1 при Академии педагогических наук СССР, где успешно разрабатывалась программа дифференцированного обучения. В 1967 году в школьном театре им. Лермонтова начал свои первые режиссёрско-педагогические опыты Б. Н. Нащёкин. В школе № 710 работал учителем математики поэт Евгений Бунимович. В 1971—1998 годах директором школы был Народный учитель СССР Вадим Константинович Жудов. Школу окончили известные актёры, народные артисты РСФСР Е. С. Васильева и Е. А. Киндинов (в 1962 году), а также народная артистка Российской Федерации Т. А. Догилева (в 1974 году).
1 сентября 2020 года школа вошла в состав школы № 1465.